# Bandidus fuscus
Bandidus fuscus is een insect uit de familie van de mierenleeuwen (Myrmeleontidae), die tot de orde netvleugeligen (Neuroptera) behoort. 
Bandidus fuscus is voor het eerst wetenschappelijk beschreven door New in 1985.